# Питт, Ингрид
Ингрид Питт (англ. Ingrid Pitt, урождённая Ингушка Петрова; 21 ноября 1937, Польша — 23 ноября 2010, Лондон, Великобритания) — британская актриса театра и кино.

## Биография
Её отец был немцем русского происхождения, а мать польской еврейкой, во время Второй мировой войны вместе с матерью попала в концлагерь, однако чудом избежала смерти.
В начале 1960-х годов Питт стала участницей одной из самых известных театральных трупп Германии «Берлинер ансамбль», созданной Бертольтом Брехтом; в 1965 году получила роль в фильме по мотивам романа Бориса Пастернака «Доктор Живаго», а три года спустя появилась в картине «Куда залетают только орлы» с Ричардом Бёртоном и Клинтом Иствудом в главных ролях.
Известность актрисе принесли роли в хоррорах английской киностудии Hammer («Любовницы-вампирши», «Графиня Дракула», «Дом, истекающий кровью»), а фильм «Плетёный человек» стал настоящей классикой британского кино. В 1980-е годы она активно снималась, появлялась в телевизионных шоу и сериалах, при этом продолжая оставаться «королевой вампиров». В 1995 году сыграла в фильме жанра нуар американского режиссёра Стивена Содерберга «Там, внутри».
В последние годы актриса увлеклась литературной деятельностью, написав несколько коммерчески успешных книг, включая мемуары под названием Life’s a Scream («Жизнь — это крик»), в которых подробно описываются печальные события ее жизни — страдания в нацистском концентрационном лагере, поиски отца в лагерях беженцев Красного Креста, побег из Восточного Берлина. 
Ингрид Питт умерла от сердечной недостаточности в 2010 году.

## Анимация
За семь месяцев до своей смерти Питт закончила сценарий короткометражного анимационного фильма «Ингрид Питт: За лесом» (2011). Проект, над которым шла работа в течение пяти лет, посвящён ее опыту в Холокосте. Дизайн персонажей и раскадровки были созданы дважды номинированным на премию «Оскар» режиссёром Биллом Плимптоном. Режиссёр фильма — Кевин Шон Майклс; соавтор сценария — нью-йоркский писатель, антрополог, эксперт по Холокосту Джуд Ньюборн. 
Фильм «Ингрид Питт: За лесом» попал в лонг-лист кинопремии Оскар в номинации короткометражных анимационных фильмов в 2011 году.

## Фильмография
| Год  |   | Русское название                        | Оригинальное название                        | Роль                                        |
| ---- | - | --------------------------------------- | -------------------------------------------- | ------------------------------------------- |
| 1965 | ф | Доктор Живаго                           | Doctor Zhivago                               | Эпизод (нет в титрах)                       |
| 1965 | ф | Полуночные колокола                     | Chimes at Midnight/Campanadas a medianoche   | Эпизод (нет в титрах)                       |
| 1966 | ф |                                         | Un beso en el puerto                         | Дороти                                      |
| 1966 | ф | Смешное происшествие по дороге на Форум | Funny Thing Happened on the Way to the Forum | Эпизод (нет в титрах)                       |
| 1967 | с |                                         | Dundee and the Culhane                       | Талли Монтре                                |
| 1967 | с |                                         | Ironside                                     | Ирэн Новас                                  |
| 1968 | ф |                                         | The Omegans                                  | Линда                                       |
| 1968 | ф | Куда не долетают и орлы                 | Where Eagles Dare                            | Хейди                                       |
| 1970 | ф | Любовницы-вампирши                      | The Vampire Lovers                           | Марсилья / Кармилла / Миркалла Карнштайн    |
| 1970 | ф | Дом, где стекает кровь                  | The House That Dripped Blood                 | Карла Линд                                  |
| 1971 | ф | Возвращение Графа Йорги                 | The Return of Count Yorga                    |                                             |
| 1971 | ф | Графиня Дракула                         | Countess Dracula                             | Графиня Элизабет                            |
| 1972 | с |                                         | Jason King                                   | Надин                                       |
| 1972 | с | Доктор Кто                              | Doctor Who                                   |                                             |
| 1972 | ф |                                         | Nobody Ordered Love                          | Элис Элисон                                 |
| 1973 | с |                                         | The Adventurer                               | Илайна                                      |
| 1973 | ф | Плетёный человек                        | The Wicker Man                               | Библиотекарь                                |
| 1974 | с |                                         | The Zoo Gang                                 | Линн Мартин                                 |
| 1975 | с | Триллер                                 | Thriller                                     | Илзе                                        |
| 1981 | с |                                         | BBC2 Playhouse                               | Фрейлен Баум                                |
| 1981 | ф |                                         | Artemis 81                                   | Блондинка                                   |
| 1982 | ф | Кто не рискует — тот не выигрывает      | Who Dares Wins                               | Хельга                                      |
| 1982 | ф |                                         | Smiley’s People                              | Эльвира                                     |
| 1983 | ф | Осьминожка                              | Octopussy                                    | Galley Mistress, озвучивание (нет в титрах) |
| 1984 | ф | Кости                                   | Parker                                       |                                             |
| 1985 | ф | Дикие гуси 2                            | Wild Geese II                                | Проститутка                                 |
| 1985 | ф | Подземный мир                           | Underworld                                   | Пеппердайн                                  |
| 1988 | ф | Война Ханны                             | Hanna’s War                                  | Маргит                                      |
| 2000 | ф | Психушка                                | The Asylum                                   | Изабелла                                    |
| 2006 | ф | Минотавр                                | Minotaur                                     |                                             |
| 2008 | ф | Изнанка                                 | Beyond the Rave                              | Мать Тули                                   |